# Friedhöfe in Hannover

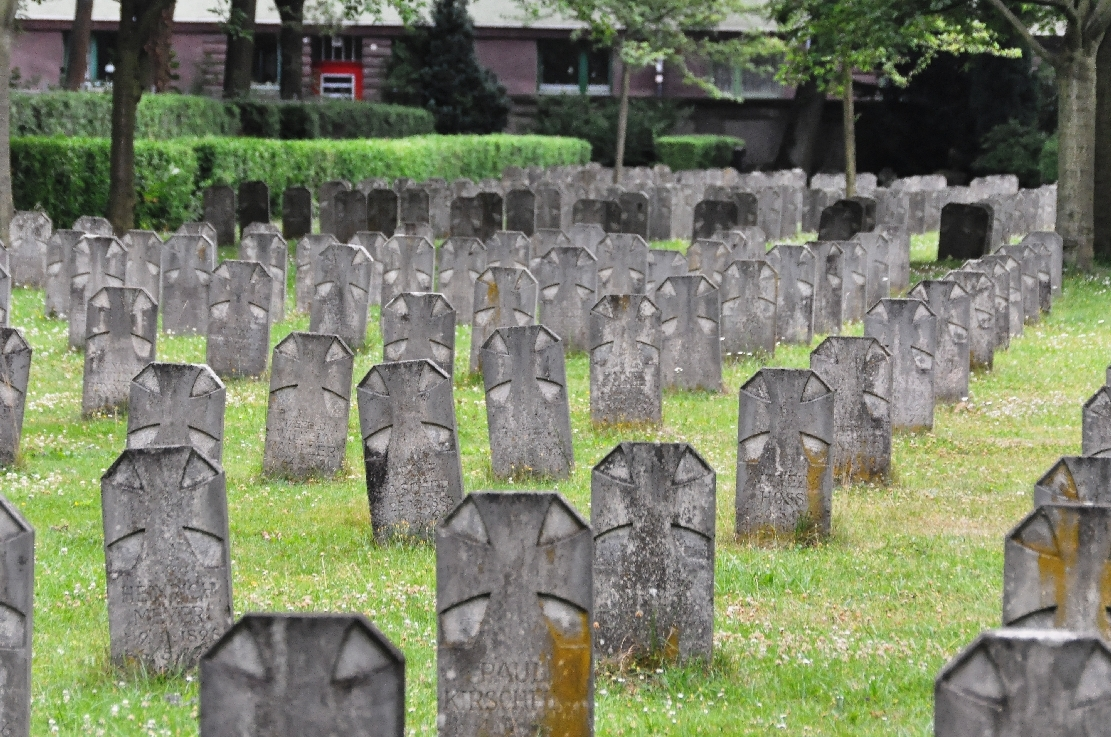
Stadtfriedhof Fössefeld

Es gibt 36 Friedhöfe in Hannover, der niedersächsischen Landeshauptstadt Hannover, die sowohl im Besitz der Kommune wie auch im Eigentum und unter Verwaltung der Kirchen, aber auch im Besitz von Stiftungen wie etwa dem Nikolai-Stift sind. Zudem sind nahezu sämtliche Kirchfriedhöfe aufgegeben oder aufgelassen worden.

## Geschichte

### Allgemeines
Die verstorbenen Stadtbewohner von Hannover wurden bis zum 17. Jahrhundert auf Kirchfriedhöfen in der Altstadt beerdigt. Dies waren Friedhöfe um die Aegidienkirche, die Kreuzkirche, die Marktkirche, die Neustädter Kirche, die Heilig-Geist-Kapelle und das Minoritenkloster. Bei den räumlich begrenzten Kirchfriedhöfen wurden wegen der dichten Belegung die Grabstätten mehrfach genutzt. Nach der Schließung der alten Kirchhöfe wurde der 1741 angelegte Gartenfriedhof an der heutigen Marienstraße der erste kommunale Friedhof. Die Beerdigung von hannoverschen Juden erfolgte auf eigenen Friedhöfen, wie der um 1550 angelegte Alte Jüdische Friedhof an der Oberstraße. Besondere Begräbnisstätten sind der Ehrenfriedhof am Maschsee-Nordufer, der Hannover War Cemetery bei Ahlem und das Welfenmausoleum im Berggarten. Im Laufe der Zeit wurden ältere Friedhöfe aufgegeben und in Grünanlagen umgewandelt.

### Wettbewerb Grabdenkmäler für Reihengräber von 1911
1911 hatte die Stadt Hannover einen Wettbewerb ausgeschrieben für Künstler der Provinz Hannover unter dem Titel Grabdenkmäler für Reihengräber in Hannover. Preisrichter waren der hannoversche Bürgervorsteher und Architekt Philipp Gades gemeinsam mit dem Senator Adolf Plathner, Stadtbaurat Carl Wolff und seinem Kollegen, Bürgervorsteher und Architekt Karl Börgemann, Baurat Professor Albrecht Haupt sowie der Architekt Johann de Jonge. Diese entschieden für verschiedene Grabmal-Entwürfe unter anderem der folgenden Künstler:
- Gruppe 1, Grabmäler bis 50 Mark:
  - 1. Preis für Einfach und schlicht, Architekt Max Gabgan, Hannover;[2]
  - 2. Preis für Grün und Schwarz, Innenarchitekt Augustin Jirka, Hannover;[2]
  - 3. Preis für Occident an den Maler Ferdinand Osten, Hannover;[2]
- Gruppe 2, für Grabmäler von 50 bis 100 Mark:
  - 1. Preis für Kindergrab an den Bildhauer Hans Kröger, Hannover;[2]
  - 2. Preis für Zeus von Georg Schlotter, Hildesheim;[2]
  - 3. Preis für Fläche von dem Bildhauer Heinrich Schlotter, Hannover;[2]
- Gruppe 3, für Grabmäler ab 100 Mark:
  - 1. Preis für Pax von Heinrich Schlotter, Hannover, in Zusammenarbeit mit Heinrich Behrens, Lehrte[2]
  - 2. Preis für Handwerkskunst 8, Bildhauer und Architekten Bernhard Gaby, Eduard Meyer und Hans Petersen (alle in Hannover)[2]
  - 3. Preis Ludwig Vierthaler[3]

Die eingereichten Entwürfe wurden im Vestibül des noch nicht fertiggestellten Neuen Rathauses bis einschließlich Sonntag, den 23. Juli 1911 ausgestellt.

## Friedhöfe
Heute gibt es in Hannover 36 Friedhöfe, von denen sich 19 in Trägerschaft der Stadt, 12 in kirchlicher Trägerschaft und einer in Trägerschaft einer Stiftung befinden. Des Weiteren bestehen vier jüdische Friedhöfe. Die im Jahr 2017 betriebenen 19 Friedhöfe der Stadt Hannover haben eine Gesamtfläche von 278,2 Hektar. Auf ihnen befinden sich etwa 135.000 Grabstätten.
Die städtischen Friedhöfe sind unterteilt in die fünf größeren Stadtfriedhöfe und 14 Stadtteilfriedhöfe.

### Stadtfriedhöfe
- Stadtfriedhof Engesohde, 1864 angelegt, 22 ha mit ca. 18.000 Grabstätten.
- Stadtfriedhof Lahe, 1968 angelegt, 37 ha mit ca. 25.000 Grabstätten. Gräberfeld für Yeziden.
- Stadtfriedhof Ricklingen, 1908 angelegt, 54 ha mit ca. 30.000 Grabstätten.
- Stadtfriedhof Seelhorst, 1920 angelegt, 63 ha mit ca. 35.000 Grabstätten, Friedhofsmuseum Hannover, buddhistischer Urnengrababteilung, Kriegsopfergedenkstätten.
- Stadtfriedhof Stöcken, 1891 angelegt, 55 ha mit ca. 17.000 Grabstätten. Muslimisches Gräberfeld.

### Stadtteilfriedhöfe
- Stadtteilfriedhof Ahlem, 1913 angelegt, 5 ha mit 1.800 Grabstätten.
- Stadtteilfriedhof Anderten, vor 1890 angelegt, 1,7 ha mit 1.400 Grabstätten.
- Stadtteilfriedhof Badenstedt alt, 1965 außer Dienst, 0,3 ha mit 60 Grabstätten.
- Stadtteilfriedhof Badenstedt neu, 1909 angelegt, 4,7 ha mit 3.700 Grabstätten.
- Stadtteilfriedhof Bothfeld, 1910 angelegt, 7,6 ha mit 4.500 Grabstätten.
- Stadtteilfriedhof Fössefeld, 1971 außer Dienst, 1,3 ha mit 840 Grabstätten.
- Stadtteilfriedhof Isernhagen NB Süd, 1960 angelegt, 1,1 ha mit 550 Grabstätten.
- Stadtteilfriedhof Kirchrode, 1876 angelegt, 5,6 ha mit 3.500 Grabstätten.
- Stadtteilfriedhof Lindener Berg, 1862 angelegt, 1965 außer Dienst, 6,1 ha mit ca. 130 Grabstätten.
- Stadtteilfriedhof Limmer alt, 1860 angelegt, 1965 außer Dienst, 0,3 ha mit 55 Grabstätten.
- Stadtteilfriedhof Limmer neu, 1905 angelegt, 1972 außer Dienst, 0,8 ha mit 300 Grabstätten.
- Stadtteilfriedhof Misburg (Waldfriedhof), 1921 angelegt, 7,9 ha mit 4.500 Grabstätten.
- Stadtteilfriedhof Vinnhorst, 1949 angelegt, 2,3 ha mit 1.800 Grabstätten.
- Stadtteilfriedhof Wettbergen „Oberes Bergfeld“, 1914 angelegt, 1976 außer Dienst, 0,3 ha mit 60 Grabstätten.

### Friedhöfe anderer Betreiber
- Friedhof Bemerode der evangelisch-lutherischen St. Johannis-Gemeinde Bemerode, Kronsberg und Wülferode,[7] seit 1864, 1,26 ha.
- Alter Bothfelder Friedhof der evangelisch-lutherischen St.-Nicolai-Gemeinde,[8]  seit 1847, 0,93 ha.
- Hainhölzer Friedhof der evangelisch-lutherischen Kirchengemeinde Hannover-Hainholz,  seit 1859, 1,64 ha.
- Herrenhäuser Friedhof der evangelisch-lutherischen Kirchengemeinde Herrenhausen-Leinhausen,  seit 1860, 1,41 ha.
- Kirchröder Friedhof der evangelisch-lutherischen Jakobigemeinde in Kirchrode,  seit 1864, 0,87 ha, mit 960 Grabstätten.
- Friedhof Marienwerder der evangelisch-lutherischen Kirchengemeinde Marienwerder, Stöcken und Havelse, seit 1845, 2,03 ha.
- Michaelisfriedhof der evangelisch-lutherischen Michaelisgemeinde Ricklingen,  seit 1856, 2,16 ha.
- Stadtteilfriedhof Nackenberg, ehemals städtischer Friedhof, seit 2011 durch die evangelisch-lutherische Petri-und-Nikodemus-Kirchengemeinde Kleefeld verwaltet. Seit 1886, 1,4 ha.
- Friedhof Wettbergen der evangelisch-lutherischen Kirchengemeinde Johannes der Täufer, nach 1800, 0,24 ha.
- Friedhof Wülferode der Kapellengemeinde Wülferode der evangelisch-lutherischen St. Johannis-Gemeinde,[9]  seit 1877, 0,4 ha.
- Salemsfriedhof der Henriettenstiftung, seit 1893, 1,043 ha.
- Friedhof des Stephansstiftes, seit 1880, 0,307 ha.

- Neuer St.-Nikolai-Friedhof des St. Nikolai Stifts zu Hannover

- Alter Jüdischer Friedhof an der Oberstraße, Mitte des 16. Jahrhunderts bis 1864
- Jüdischer Friedhof An der Strangriede, 1864–1924
- Jüdischer Friedhof Bothfeld, seit 1924
- Friedhof der Liberalen Jüdischen Gemeinde Hannover, 2001–2017 Abteilung des Stadtfriedhofs Lahe, seit 2017 eigenständig

### Aufgelassene Friedhöfe (Auswahl)

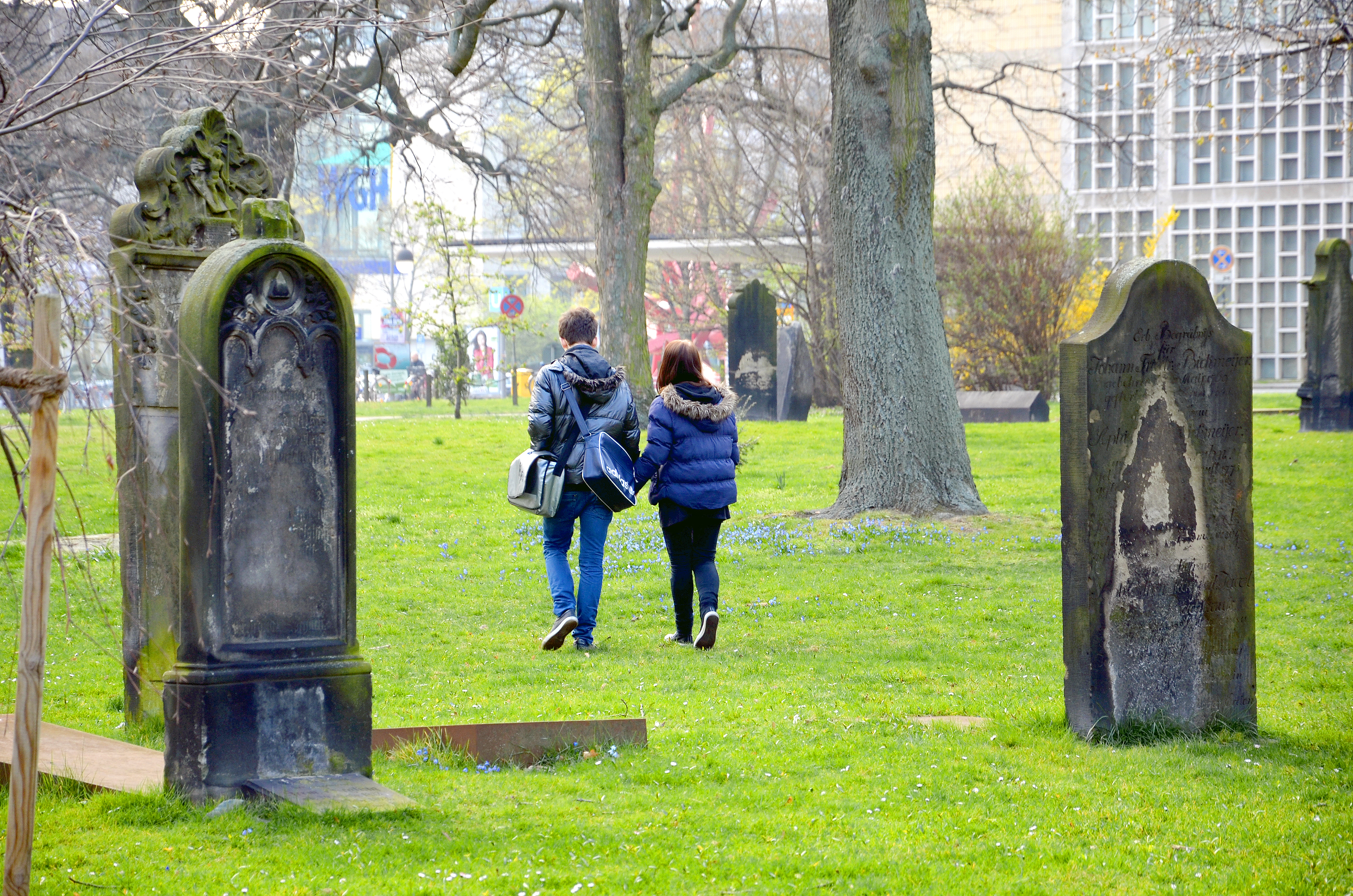
Neustädter Friedhof

Einige aufgelassene Friedhöfe in Hannover werden als Parkanlagen genutzt. Neben ihrer Bedeutung für die Stadtgeschichte, als Ort für Grabdenkmale von oft großer Bedeutung als Kulturdenkmale und als noch erkennbare Beispiele für Friedhofsgestaltungen in früheren Jahrhunderten dienen sie dem Stadtklima und sind Rückzugsraum für Tiere.
- Gartenfriedhof
- Neustädter Friedhof
- Alter St.-Nikolai-Friedhof
- Alter Wülfeler Friedhof
- Döhrener Friedhof seit 1810, 0,46 ha.
- Klosterfriedhof Marienwerder des Klosters Marienwerder seit 13. Jahrhundert, 0,3 ha.
- Friedhof Seelberg seit 1831, 1,08 ha.